# Tim Claasen
Tim Claasen (* 2. August 1996 in Lübeck) ist ein deutscher Handballspieler, der bislang 200 Treffer in 137 Zweitligaspielen erzielte.

## Karriere
Claasen begann das Handballspielen im Alter von fünf Jahren beim TSV Ratekau, für den er bis zur D-Jugend auflief. Anschließend schloss er sich dem VfL Bad Schwartau an. Nachdem der Rückraumspieler für den NTSV Strand 08 aufgelaufen war, kehrte er wieder zum VfL Bad Schwartau zurück. Mit dem VfL trat er in der Jugend-Bundesliga an. Mit 17 Jahren gab er für die Herrenmannschaft des VfL sein Debüt in der 2. Bundesliga. Im Sommer 2020 schloss sich Claasen dem Drittligisten HSG Ostsee N/G an. Zur Saison 2022/23 wechselte er zum Drittligisten HSG Krefeld. Im Jahr 2025 stieg er mit Krefeld in die 2. Bundesliga auf. Seit der Saison 2025/26 läuft Claasen wieder für den Drittligisten HSG Ostsee N/G auf.